# Förbundet Sveriges Dövblinda
Förbundet Sveriges Dövblinda (FSDB)  bildades 1959 under namnet Föreningen Sveriges Dövblinda. Föreningen ombildades 2008 till en tvåplansorganisation och är en riksomfattande sammanslutning av regionala föreningar av personer med dövblindhet.
Förbundet skiljer på röstberättigade medlemmar och icke röstberättigade medlemmar (stödjande). En person med dövblindhet kan bli röstberättigad medlem i en regional förening. Ansökan om medlemskap prövas av den regionala föreningens styrelse. För att bli stödjande medlem krävs ingen egen funktionsnedsättning eller särskild prövning.
FSDB hade 2017 drygt 900 medlemmar organiserade i tolv regionala föreningar. Inom FSDB finns också en familjesektion, Föräldrarådet, och Dövblind Ungdom (DBU). Förbundet gick ur Handikappförbundens samarbetsorgan år 2010 och är istället medlem i Lika Unika, federationen mänskliga rättigheter för personer med funktionsnedsättning som har extra fokus på mänskliga rättigheter.
FSDB ger ut medlemstidningen Kontakt med FSDB.